# Leptostylum busckii
Leptostylum busckii är en tvåvingeart som först beskrevs av Townsend 1915. Leptostylum busckii ingår i släktet Leptostylum och familjen parasitflugor.
Artens utbredningsområde är Panama. Inga underarter finns listade i Catalogue of Life.